# Daman Starring
Daman Starring (Las Vegas, 22 dicembre 1988) è un ex cestista statunitense.

## Carriera
Dopo un'ottima carriera collegiale nella NCAA, dapprima con la maglia della Centenary University e successivamente con quella della UC Irvine, si dichiara eleggibile al Draft NBA 2013.
Non venendo selezionato da nessuna franchigia della massima serie a stelle e strisce, si trasferisce oltreoceano per disputare il campionato di Divisione Nazionale A Silver nella stagione 2013-2014 con la divisa dell'Unione Sportiva Basket Recanati; nella sua prima stagione da senior gioca 29 partite con una media di oltre 12 punti realizzati a partita.
Queste statistiche gli valgono l'accesso alla pallacanestro professionistica; infatti l'anno seguente viene ingaggiato dall'Enosis Neon Paralimni B.C. per disputare la Cyprus Basketball Division 1, massima serie del campionato cipriota. In questa stagione gioca 18 partite per un totale di 136 punti segnati, tuttavia a stagione terminata decide di ritirarsi dal basket giocato.

## Statistiche

### Campionati professionistici
| Stagione        | Squadra            | Competizione | Partite | Partite | Partite | Statistiche tiro | Statistiche tiro | Statistiche tiro | Altre statistiche | Altre statistiche | Altre statistiche | Altre statistiche | Altre statistiche |
| Stagione        | Squadra            | Competizione | Pres.   | Titol.  | Minuti  | Tiri da 2        | Tiri da 3        | Liberi           | Rimb.             | Assist            | Rubate            | Stopp.            | Punti             |
| --------------- | ------------------ | ------------ | ------- | ------- | ------- | ---------------- | ---------------- | ---------------- | ----------------- | ----------------- | ----------------- | ----------------- | ----------------- |
| 2013-2014       | US Basket Recanati | DNA Silver   | 29      |         | 928     | 77/155           | 51/133           | 59/77            | 90                | 55                | 28                | 2                 | 366               |
| 2014-2015       | EN Paralimni       | Division 1   | 18      | 14      | 557     | 32/83            | 11/60            | 39/49            | 64                | 42                | 16                | 2                 | 136               |
| Totale carriera |                    |              |         |         |         |                  |                  |                  |                   |                   |                   |                   |                   |

### College
| Stagione | Squadra              | PG  | PI  | MP   | FG%  | 3P%  | FT%  | RPG | AP  | SPG | BPG | PPG  |
| -------- | -------------------- | --- | --- | ---- | ---- | ---- | ---- | --- | --- | --- | --- | ---- |
| 2008-09  | Centenary University | 4   | 0   | 29,3 | 23,1 | 16,7 | 57,1 | 2,5 | 2,0 | 0,3 | 0,0 | 4,5  |
| 2009-10  | Centenary University | 29  | 28  | 33,1 | 40,4 | 37,3 | 78,3 | 3,6 | 2,3 | 1,6 | 0,2 | 11,7 |
| 2010-11  | UC Irvine            | 32  | 30  | 25,8 | 42,3 | 37,3 | 62,1 | 2,3 | 3,3 | 1,6 | 0,2 | 7,4  |
| 2011-12  | UC Irvine            | 32  | 32  | 32,1 | 39,6 | 39,2 | 77,1 | 4,2 | 3,1 | 1,1 | 0,1 | 11,4 |
| 2012-13  | UC Irvine            | 36  | 35  | 30,4 | 41,0 | 40,7 | 78,0 | 3,9 | 2,0 | 0,9 | 0,1 | 12,9 |
| Carriera | Carriera             | 133 | 125 | 30,2 | 40,3 | 38,4 | 74,5 | 3,7 | 2,2 | 1,1 | 0,2 | 10,7 |